# 厄尔河畔帕西
厄尔河畔帕西（法語：Pacy-sur-Eure，法語發音：[pasi syʁ œʁ]），法国中北部城市，诺曼底大区厄尔省的一个市镇，隶属于莱桑德利区，其市镇面积为22.03平方公里，2022年1月1日时人口数量为4,975人，在法国城市中排名第2,175位。
厄尔河畔帕西位于厄尔省东南部，厄尔河畔，是一个区域性的中心城市和交通枢纽，多条公路在此交汇。

## 地名来源
“Pacy”一名最初以拉丁语“Paciacum”的形式被记载，该名称可能出自人名“Paccius”，其生平尚有待考证。“-sur-Eure”这一后缀自1754年起成为当地官方名称的一部分。

## 历史

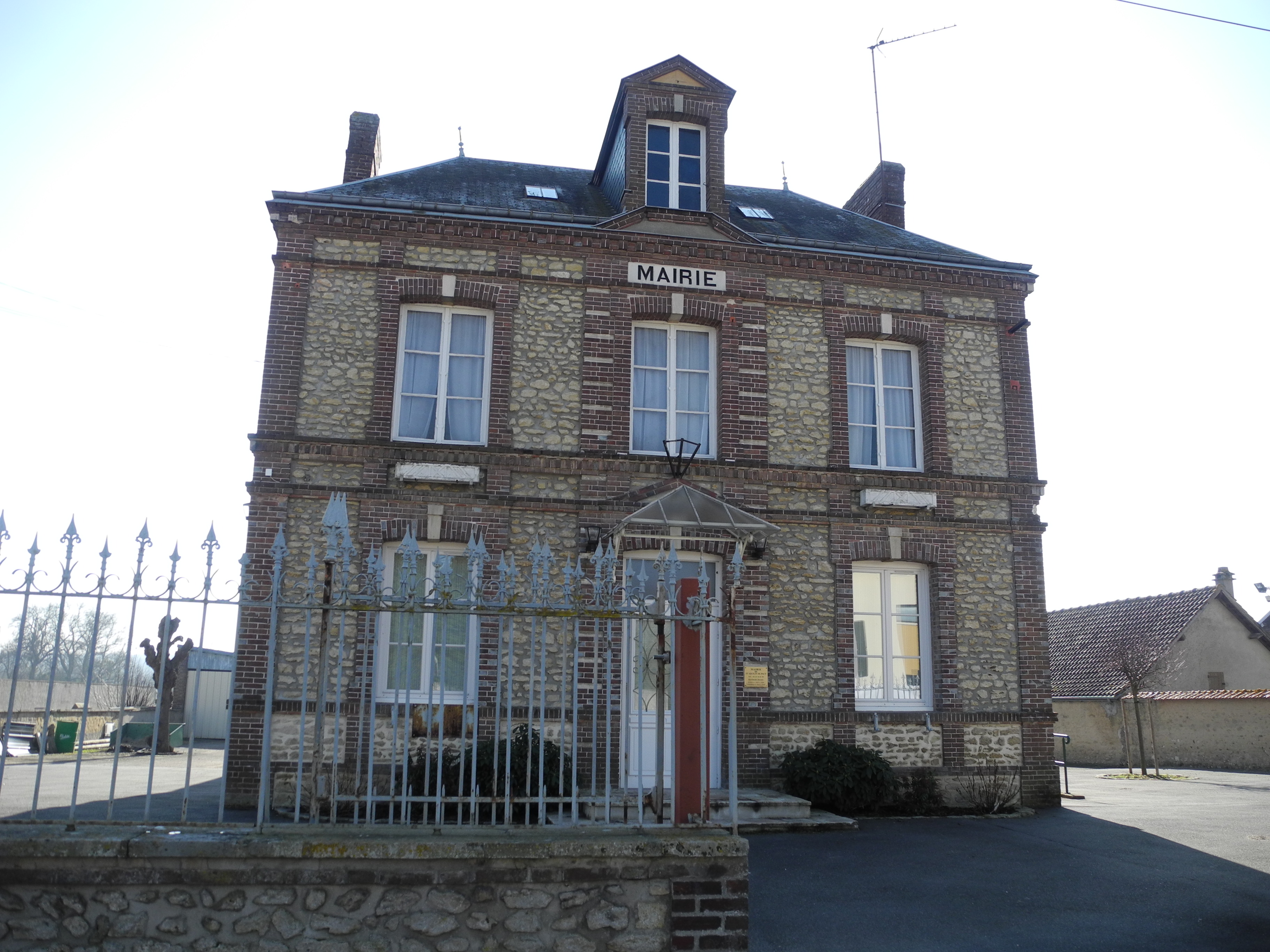
原圣阿基兰德帕西市政厅

厄尔河畔帕西的早期历史尚不清楚。根据当地官方网站的论述，公元9世纪中期，维京人曾沿塞纳河逆流而上攻占了帕西附近的区域。作为防御，当地领主在这一时期修建了当地的首座军事城堡。公元924年，帕西成为诺曼底公国的一部分。1039年，威廉·菲茨-奥斯本继承了帕西，他后来成为了首位赫里福德伯爵。中世纪中后期，帕西长期为巴黎－卡昂道路上的一个驿站，并得益于厄尔河航运而成为一个水陆商业码头。法国大革命后，帕西成为厄尔省的一个市镇。1793年7月13日，保皇党将军约瑟夫·德皮赛率军自卡昂前往巴黎，在途径帕西附近时因疏忽大意而被共和国军队擒获，史称布雷库尔战役，后者因无人在战场上直接死亡而被称为“没有眼泪的战役”（La bataille sans larmes）。工业革命期间，途径厄尔河畔帕西的圣乔治-莫泰勒－大克维伊铁路和日索尔－厄尔河畔帕西铁路相继建成通车，后因公路兴起而于20世纪中期停止服务。1972年，途径厄尔河畔帕西的法国国道N13线得以加宽改造，成为诺曼底地区的一条干线公路。2017年1月1日，圣阿基兰德帕西整体并入厄尔河畔帕西，新的厄尔河畔帕西从埃夫勒区划入莱桑德利区。

## 地理

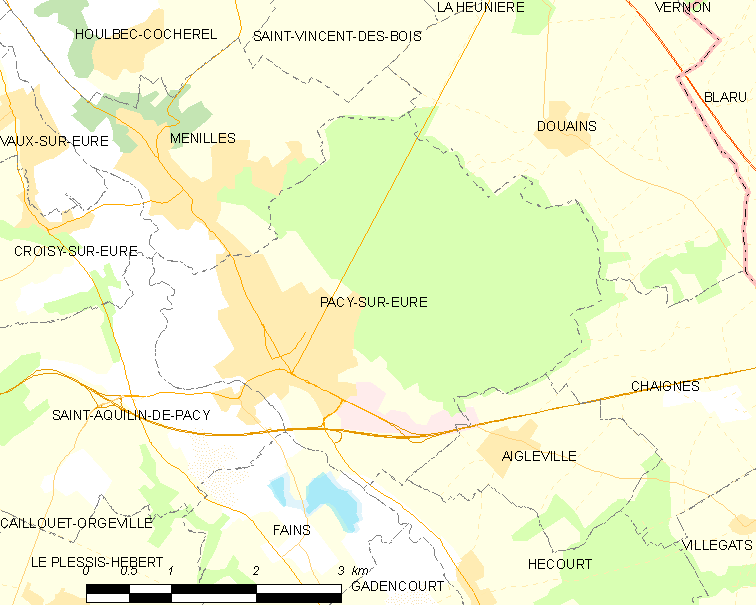
厄尔河畔帕西市镇（2017年以前）范围地图

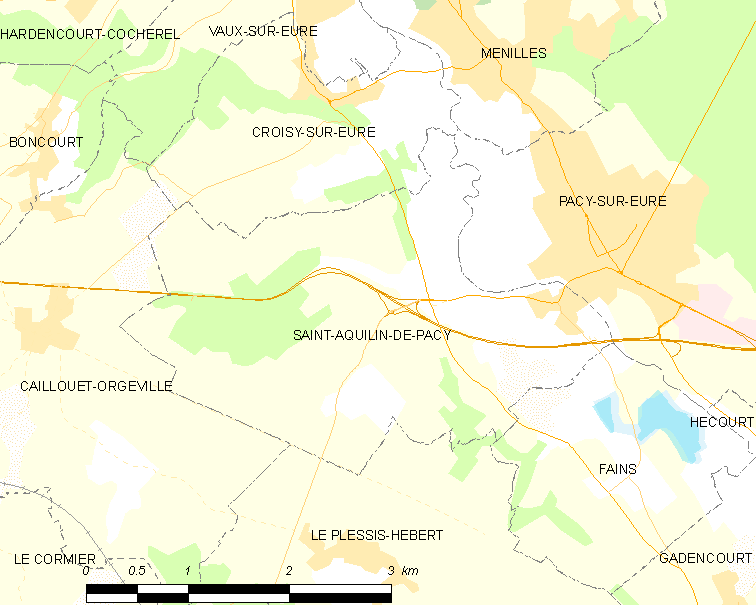
原圣阿基兰德帕西市镇范围地图

厄尔河畔帕西位于法国中北部偏西，诺曼底大区东南部和厄尔省东南部，距离省会埃夫勒大约18公里。厄尔河畔帕西的市镇面积为22.03平方千米。与厄尔河畔帕西接壤的市镇包括：梅尼耶、杜安、谢涅、艾格勒维尔、埃库尔、凡镇、厄尔河畔克鲁瓦西、卡尤埃-奥热维尔、勒普莱西埃贝尔。

### 地形
厄尔河畔帕西位于诺曼底丘陵东部延伸地带，境内以浅丘为主，市镇中心地势较为平坦，全境海拔在38到141米之间。

### 水文
厄尔河畔帕西位于塞纳河流域范围内，厄尔河自东南向西北流经境内，该河右岸有塔龙湖（Étang Taron），为洪水过后遗留下来的天然湖泊。

### 植被
厄尔河畔帕西属于温带阔叶混交林区，厄尔河中央的河心岛“磨坊岛”（Île des Moulins）为当地主要的城市绿地，林地则多分布于河流附近。
在鲜花城市的评比中，厄尔河畔帕西被评为3星级鲜花城市。

### 气候
厄尔河畔帕西在柯本气候分类法中属于温带海洋性气候。
距离厄尔河畔帕西最近的常年气象站位于埃夫勒境内，以下为该气象站的数据：
| 埃夫勒 1981年－2019年 | 埃夫勒 1981年－2019年 | 埃夫勒 1981年－2019年 | 埃夫勒 1981年－2019年 | 埃夫勒 1981年－2019年 | 埃夫勒 1981年－2019年 | 埃夫勒 1981年－2019年 | 埃夫勒 1981年－2019年 | 埃夫勒 1981年－2019年 | 埃夫勒 1981年－2019年 | 埃夫勒 1981年－2019年 | 埃夫勒 1981年－2019年 | 埃夫勒 1981年－2019年 | 埃夫勒 1981年－2019年 |
| 月份                  | 1月                   | 2月                   | 3月                   | 4月                   | 5月                   | 6月                   | 7月                   | 8月                   | 9月                   | 10月                  | 11月                  | 12月                  | 全年                  |
| --------------------- | --------------------- | --------------------- | --------------------- | --------------------- | --------------------- | --------------------- | --------------------- | --------------------- | --------------------- | --------------------- | --------------------- | --------------------- | --------------------- |
| 历史最高温 °C（°F）   | 15.1 (59.2)           | 20 (68)               | 22.8 (73.0)           | 27.6 (81.7)           | 30 (86)               | 35.9 (96.6)           | 40.9 (105.6)          | 41.4 (106.5)          | 33.9 (93.0)           | 28.3 (82.9)           | 20.8 (69.4)           | 16 (61)               | 41.4 (106.5)          |
| 平均高温 °C（°F）     | 6.6 (43.9)            | 7.6 (45.7)            | 11.2 (52.2)           | 14.2 (57.6)           | 17.8 (64.0)           | 21.1 (70.0)           | 23.8 (74.8)           | 23.8 (74.8)           | 20.3 (68.5)           | 15.6 (60.1)           | 10.2 (50.4)           | 6.9 (44.4)            | 14.9 (58.8)           |
| 日均气温 °C（°F）     | 3.9 (39.0)            | 4.3 (39.7)            | 7.2 (45.0)            | 9.4 (48.9)            | 13 (55)               | 16 (61)               | 18.4 (65.1)           | 18.4 (65.1)           | 15.4 (59.7)           | 11.7 (53.1)           | 7.1 (44.8)            | 4.3 (39.7)            | 10.8 (51.4)           |
| 平均低温 °C（°F）     | 1.2 (34.2)            | 1.1 (34.0)            | 3.1 (37.6)            | 4.7 (40.5)            | 8.2 (46.8)            | 11 (52)               | 13 (55)               | 13 (55)               | 10.4 (50.7)           | 7.8 (46.0)            | 4 (39)                | 1.6 (34.9)            | 6.6 (43.9)            |
| 历史最低温 °C（°F）   | −18.6 (−1.5)          | −15 (5)               | −10.7 (12.7)          | −4.4 (24.1)           | −2 (28)               | −0.6 (30.9)           | 4.2 (39.6)            | 1.9 (35.4)            | 0.2 (32.4)            | −4.6 (23.7)           | −8.9 (16.0)           | −14 (7)               | −18.6 (−1.5)          |
| 平均降水量 mm（）     | 50.6 (1.99)           | 41.2 (1.62)           | 47.4 (1.87)           | 46 (1.8)              | 55.7 (2.19)           | 51.6 (2.03)           | 52.4 (2.06)           | 38.2 (1.50)           | 50.3 (1.98)           | 61 (2.4)              | 50.5 (1.99)           | 59.7 (2.35)           | 604.6 (23.80)         |
| 月均日照時數          | 65.6                  | 79.9                  | 122.4                 | 166.6                 | 192.1                 | 212.4                 | 216.3                 | 205                   | 169.6                 | 122.1                 | 72.7                  | 59.8                  | 1,684.5               |
| 来源：infoclimat.fr   |                       |                       |                       |                       |                       |                       |                       |                       |                       |                       |                       |                       |                       |

## 行政区划
厄尔河畔帕西的市镇编号为27448，邮政编号为27120。
在行政管理方面，厄尔河畔帕西隶属于法国诺曼底大区厄尔省莱桑德利区；在地方选举方面，厄尔河畔帕西是厄尔河畔帕西县的中央投票站所在地，其市镇范围全境被划入厄尔省第一选区；在社会管理方面，厄尔河畔帕西是塞纳诺曼底城市圈公共社区的组成部分。
截至2022年12月，厄尔河畔帕西境内暂无城市敏感街区以及城市政策优先街区。
法国国家统计与经济研究所（简称）在进行数据统计时，将厄尔河畔帕西及相邻的另外3个市镇设为厄尔河畔帕西城市核心区（Unité urbaine de Pacy-sur-Eure），但未将其划入任何城市区（Aire urbaine）。自2020年起，厄尔河畔帕西被划入包含1,929个市镇的巴黎城市辐射区内。此外，还将厄尔河畔帕西市镇整体看作一个“块区”（IRIS），以便于统计人口分布情况。

## 交通

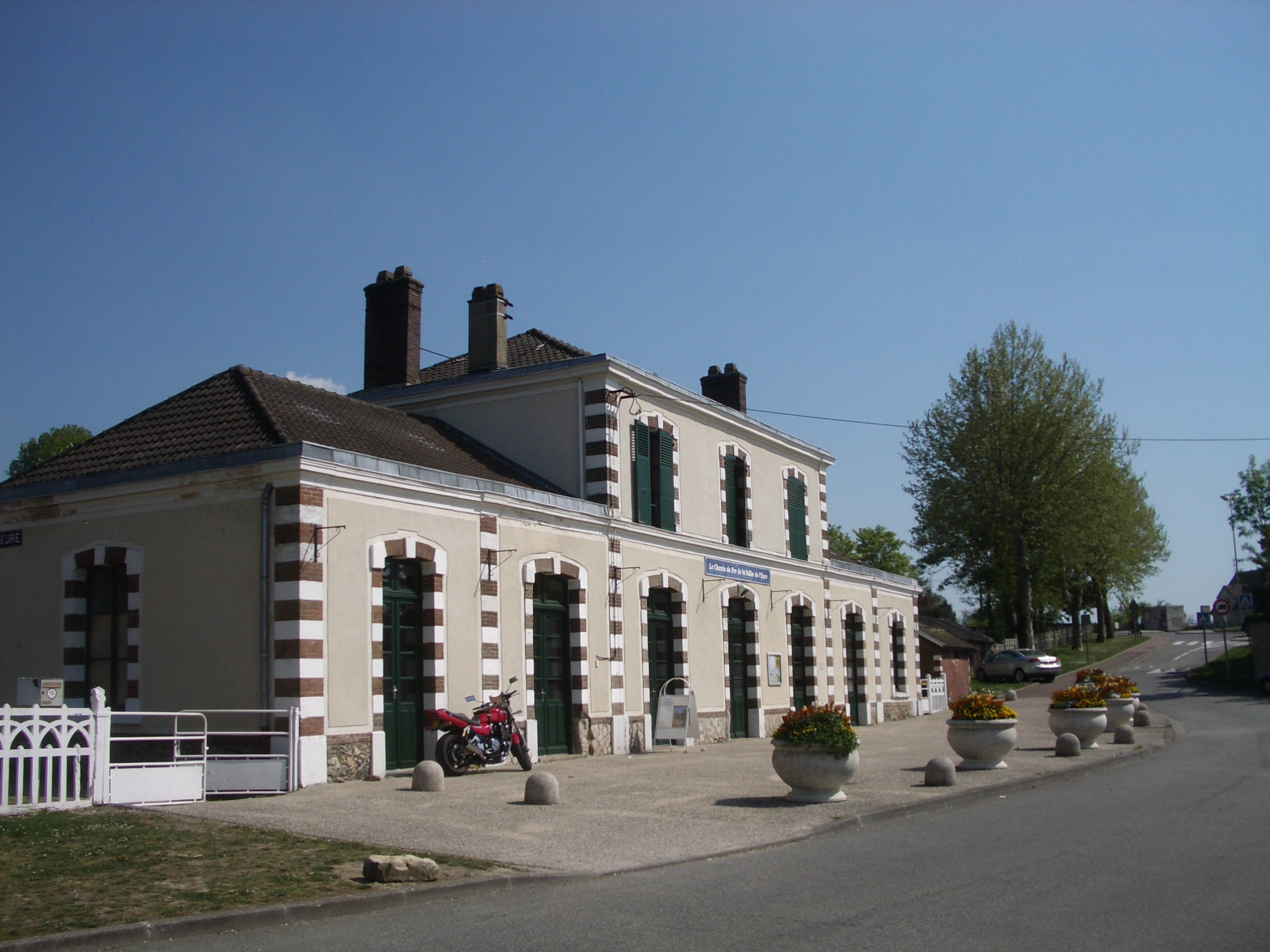
已另作他用的原厄尔河畔帕西火车站

### 公路
法国国道N13线和厄尔省省道D71线、D131线、D141线和D836线在厄尔河畔帕西境内交汇。诺曼底大区下属的城际客运提供城际巴士线路，可前往埃夫勒、韦尔农、日索尔等地。
| 15 | 9 |

| 16 | 6 |

| 埃夫勒 | 18 |

| 莱桑德利 | 31 |

| 芒特拉若利 | 27 |

| 卢维耶 | 30 |

| 韦尔农 | 14 |

| 圣马塞尔 | 14 |

2019年，77.4%的厄尔河畔帕西家庭拥有至少一辆私人汽车。2019年，厄尔河畔帕西境内共发生各类交通事故1起，造成1人受伤，其中1人重伤。

### 铁路
途径厄尔河畔帕西的圣乔治-莫泰勒－大克维伊铁路和日索尔－厄尔河畔帕西铁路已停止客运服务，仅有少量货运及厄尔河谷旅游列车，原有的厄尔河畔帕西站主站房被改造为一个文化中心。距离厄尔河畔帕西最近的运营中的客运铁路车站为16公里外的比埃伊站，该站停靠往返于巴黎和埃夫勒一线的区域列车。

### 航空
距离厄尔河畔帕西最近的民用航空站为巴黎戴高乐机场，距离厄尔河畔帕西市中心的公路里程约98公里。

### 城市公共交通
塞纳-诺曼底公共交通（商业名称为）是厄尔河畔帕西所在区域的城市公共交通系统。截至2022年12月，该系统共包括10条公交线路，其中公交9路连接厄尔河畔帕西和梅尼耶，是当地的市区公交线路。

## 政治

### 市政内阁

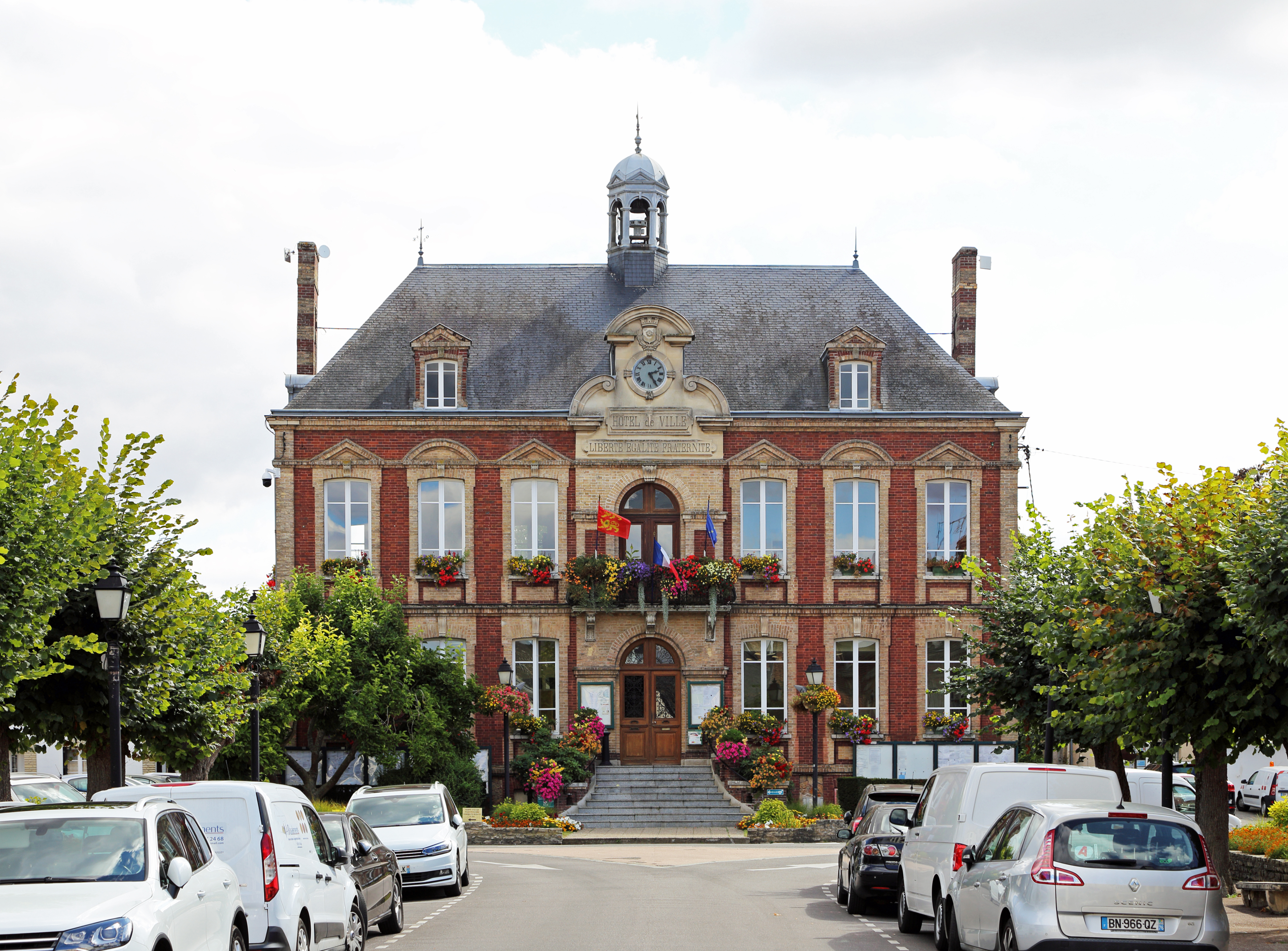
厄尔河畔帕西市政厅

厄尔河畔帕西的现任市长为帕斯卡尔·勒翁格尔先生（Pascal LEHONGRE），他是一名右翼无党派人士，在2020年的市政选举中获得了100.00%的支持率（无其他候选人）。
| 厄尔河畔帕西历届市长 | 厄尔河畔帕西历届市长              | 厄尔河畔帕西历届市长      |
| 任期                 | 市长                              | 党派                      |
| -------------------- | --------------------------------- | ------------------------- |
| 1945年－1946年       | Maurice KUBORN 莫里斯·库博恩      | 不详                      |
| 1946年－1953年       | Gaston FOURNIER 加斯东·富尼耶     | 不详                      |
| 1953年－1959年       | Émile WOLFF 埃米尔·沃尔夫         | 不详                      |
| 1959年－1971年       | Lucien DELAUNE 吕西安·德洛纳      | 不详                      |
| 1971年－1979年       | Philippe COURTOIS 菲利普·库尔图瓦 | 不详                      |
| 1979年－1983年       | Bernard LECOMTE 贝尔纳·勒孔特     | 不详                      |
| 1983年－2001年       | Jean-Luc MIRAUX 让-吕克·米罗      | UMP人民运动联盟           |
| 2001年－2017年       | Pascal LEHONGRE 帕斯卡尔·勒翁格尔 | UMP人民运动联盟 →LR共和黨 |
| 2017年－2020年       | Jean-Jacques CHOLET 让-雅克·肖莱  | DVD右翼无党派人士         |
| 2020年－             | Pascal LEHONGRE 帕斯卡尔·勒翁格尔 | DVD右翼无党派人士         |

### 各级选举
| 厄尔河畔帕西历届投票选举结果 | 厄尔河畔帕西历届投票选举结果 | 厄尔河畔帕西历届投票选举结果 | 厄尔河畔帕西历届投票选举结果 | 厄尔河畔帕西历届投票选举结果  | 厄尔河畔帕西历届投票选举结果 | 厄尔河畔帕西历届投票选举结果 | 厄尔河畔帕西历届投票选举结果  | 厄尔河畔帕西历届投票选举结果 | 厄尔河畔帕西历届投票选举结果 |
| 选举项目                     | 选举范围                     | 选区单位                     | 选区单位内的选举结果         | 选区单位内的选举结果          | 选区单位内的选举结果         | 选区单位内的选举结果         | 选区单位内的选举结果          | 选区单位内的选举结果         | 参考资料                     |
| 选举项目                     | 选举范围                     | 选区单位                     | 第一轮胜出者                 | 第一轮胜出者                  | 支持率                       | 第二轮胜出者                 | 第二轮胜出者                  | 支持率                       | 参考资料                     |
| ---------------------------- | ---------------------------- | ---------------------------- | ---------------------------- | ----------------------------- | ---------------------------- | ---------------------------- | ----------------------------- | ---------------------------- | ---------------------------- |
| 2017年法國總統選舉           | 法國                         | 市镇                         |                              | 玛丽娜·勒庞                   | 27.3%                        |                              | 埃马纽埃尔·马克龙             | 57.11%                       | [ 29 ]                       |
| 2017年法国立法选举           | 厄尔省第一选区               | 市镇                         |                              | 布鲁诺·勒梅尔                 | 53.26%                       |                              | 布鲁诺·勒梅尔                 | 67%                          | [ 29 ]                       |
| 2019年欧洲议会选举           | 法國                         | 市镇                         |                              | 若尔当·巴尔代拉               | 29.41%                       | （不适用）                   | （不适用）                    | （不适用）                   | [ 31 ]                       |
| 2021年法国省级选举           | 厄尔省                       | 县                           |                              | 塞西尔·卡龙 帕斯卡尔·勒翁格尔 | 61.45%                       |                              | 塞西尔·卡龙 帕斯卡尔·勒翁格尔 | 76.86%                       | [ 32 ]                       |
| 2021年法国省级选举           | 厄尔省                       | 市镇                         |                              | 塞西尔·卡龙 帕斯卡尔·勒翁格尔 | 75.06%                       |                              | 塞西尔·卡龙 帕斯卡尔·勒翁格尔 | 83.16%                       | [ 32 ]                       |
| 2021年法国大区选举           |                              | 市镇                         |                              | 埃尔韦·莫兰                   | 46.57%                       |                              | 埃尔韦·莫兰                   | 48.48%                       | [ 33 ]                       |
| 2022年法国总统选举           | 法國                         | 市镇                         |                              | 埃马纽埃尔·马克龙             | 29.09%                       |                              | 埃马纽埃尔·马克龙             | 54.63%                       | [ 29 ]                       |
| 2022年法国立法选举           | 厄尔省第一选区               | 市镇                         |                              | 塞弗里娜·吉普松               | 32.34%                       |                              | 塞弗里娜·吉普松               | 53.24%                       | [ 29 ]                       |

## 人口
2019年，厄尔河畔帕西市镇人口数量为5,056，在法国排名第2,175位。其中男性2,358人，女性2,698人，75岁及以上人口占11.2%，外籍人口数量为156人，人口密度为374人/平方公里，当地居民被称为（男性）或（女性）。2020年，厄尔河畔帕西境内出生53人，死亡人口108人。
| 厄尔河畔帕西1901年－2019年人口变化情况 |
|                                        |
| 数据来源：Cassini、INSEE               |

## 经济
厄尔河畔帕西是一个区域性的中心城市。截止2022年12月，厄尔河畔帕西市镇范围内共有各类用人单位（包含自雇）926家，平均历史为15年，其中98.89%为中小型企业（PME），2022年10月至12月间，当地的经济活力指数为0.32%。（工业设备）、（金属构件）及（零售）是当地2021年营业额最高的三个企业，分别为246,639,818欧元、27,610,496欧元和19,099,353欧元。

## 财政与居民收入
2021年，厄尔河畔帕西的财政收入总额为5,796,840欧元，财政支出总额为4,489,650欧元，当年的债务总额为3,198,190欧元。2021年，厄尔河畔帕西市镇共获得820,087欧元的国家财政补助，比上一年减少了1.69%。
2020年，厄尔河畔帕西的人均月收入总额为2,417欧元，其中高级职员为4,239欧元，高于法国平均水平（4,230欧元）；中级职员为2,491欧元，高于法国平均水平（2,411欧元）；普通职员为1,729欧元，低于法国平均水平（1,740欧元）。
2019年，厄尔河畔帕西境内的青壮年（15至64岁）失业率为12.2%，当地50.3%的家庭拥有纳税资格，平均纳税3,093欧元，低于法国平均水平（3,910欧元）。

## 社会事务

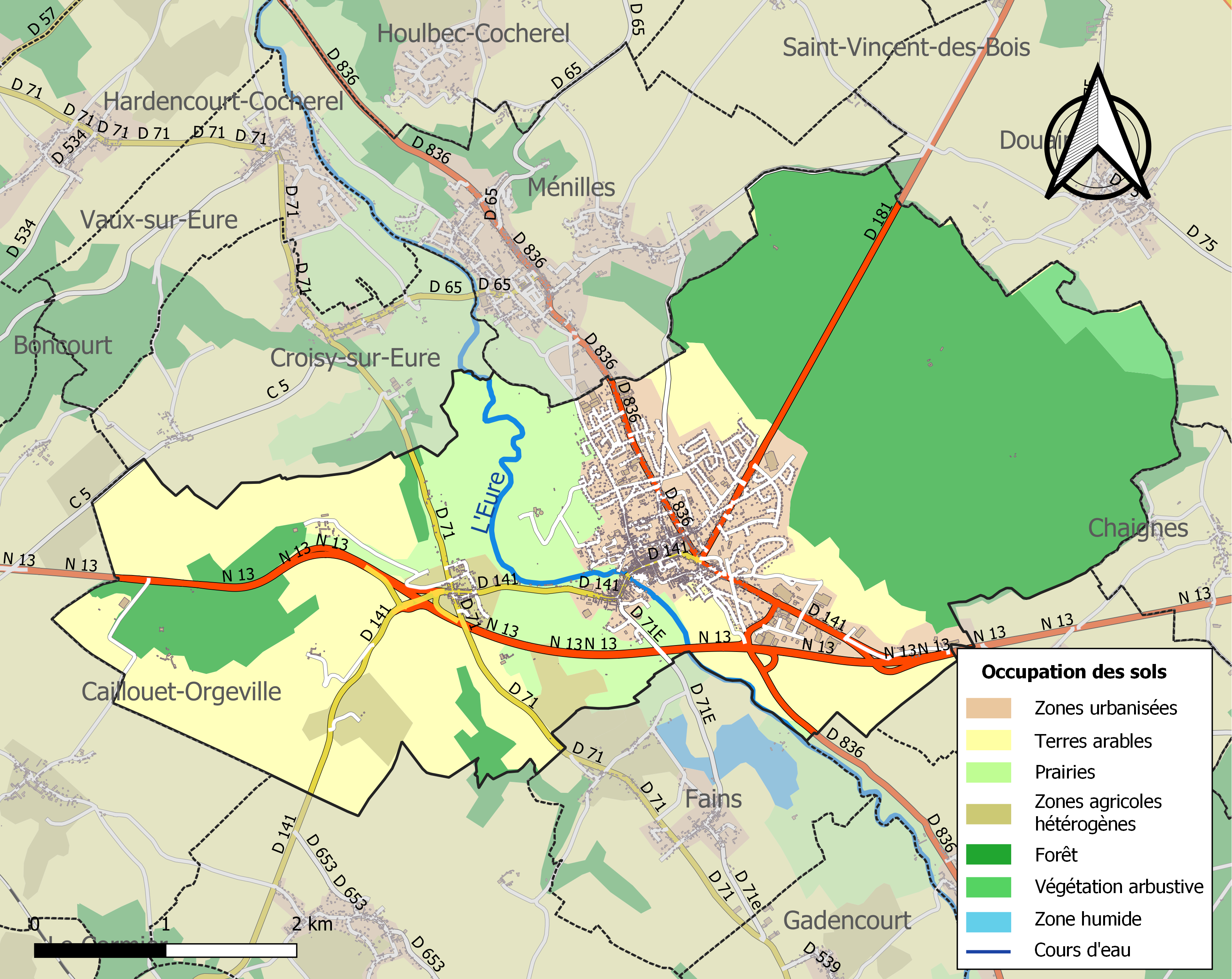
厄尔河畔帕西土地利用情况地图

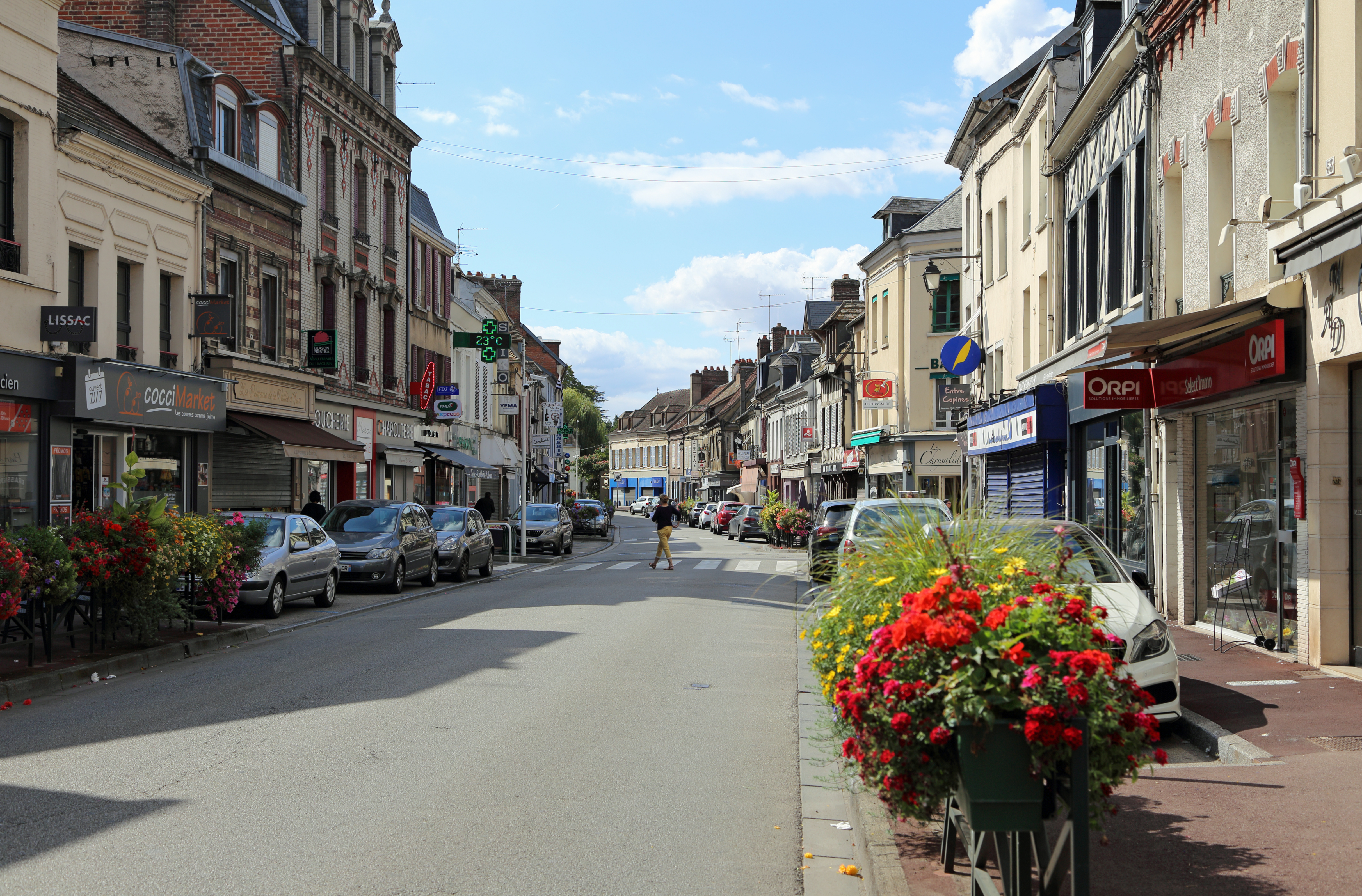
厄尔河畔帕西镇中心的爱德华·伊桑巴尔街

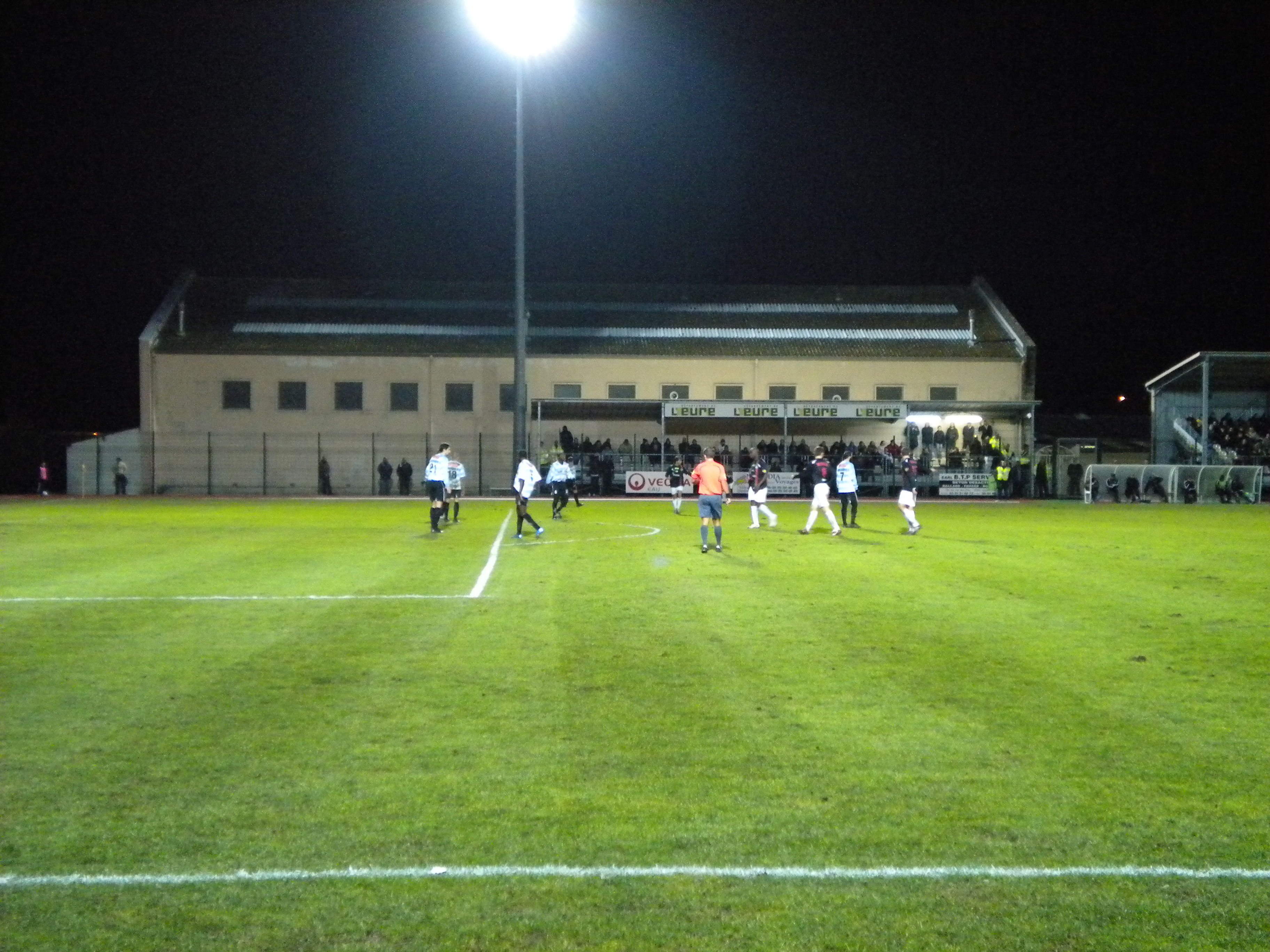
帕西-梅尼耶球场

### 教育
厄尔河畔帕西属于诺曼底学区。截止2021年1月1日，厄尔河畔帕西境内共有2所幼儿园、3所小学和1所初级中学。2018至2019学年度，厄尔河畔帕西境内共有在校中等教育阶段学生519名。

### 医疗
截止2021年1月1日，厄尔河畔帕西境内共有全科医生5名、保健师3名、牙医1名、护士5名和助产士1名。境内共有药房2家。
厄尔河畔帕西是“厄尔-塞纳中心医院”（Centre Hospitalier Eure-Seine）的服务范围，后者是法国的一个区域性医疗机构，其主病区位于埃夫勒市区西侧，距离厄尔河畔帕西的正常车程大约25分钟，该院设有床位932个，是当地规模最大的公立综合性医院，此外该机构在厄尔河畔帕西市区亦建有一处有201个床位的老年人康复护理中心（Centre d'Hébergement et d'Accompagnement Gérontologique）。

### 住房
2019年，厄尔河畔帕西境内共有各类住房2,634套，其中70.2%为独立式居民区，28.5%为集中式居民区。常住房屋占厄尔河畔帕西市镇范围内居民建筑总量的88.6%。
在住房保障政策方面，2021年，厄尔河畔帕西境内共有369户家庭获得了住房经济补助，受益人数占总人口数量的7.3%，其中352份为房租补助。

### 商业
2021年，厄尔河畔帕西境内共有各类实体商铺183家，其中餐厅21家、大型超市5家、杂货店1家、面包房4家、肉铺4家、书店1家、装饰品店1家、银行门店9家、美容美发店16家、汽车维修店17家。厄尔河畔帕西市中心建有家乐福便民超市，市区东西两侧分别建有一家Intermarché和E.Leclerc综合购物商场。

### 体育
2021年，厄尔河畔帕西境内共有1家游泳池、1间体育馆、6处网球场、1处马术场、2处足球或橄榄球场以及3处篮球或排球场。
截至2022年12月，厄尔河畔帕西境内共有两家注册足球俱乐部。帕西-梅尼耶竞技俱乐部（编号563925）是当地的代表性足球队，成立于19XX年，其主队2022至2023赛季参加诺曼底大区足球联赛甲组（法国第六级别），其主场为帕西-梅尼耶球场。

### 环境
厄尔河畔帕西的环境事务由其所属的塞纳诺曼底城市圈公共社区联合各级政府协调负责。2021年，厄尔河畔帕西境内共有1家污染企业。

### 治安
2021年，厄尔河畔帕西市镇范围内有1处宪兵队。
厄尔河畔帕西及其附近的共101个市镇是卢维耶国家宪兵队（zone gendarmerie de Louviers）的管辖范围。2020年，该宪兵队累计记录各类案件2,837起，其中盗窃类案件1,370起，经济类案件415起，毒品交易类案件189起。

## 文化

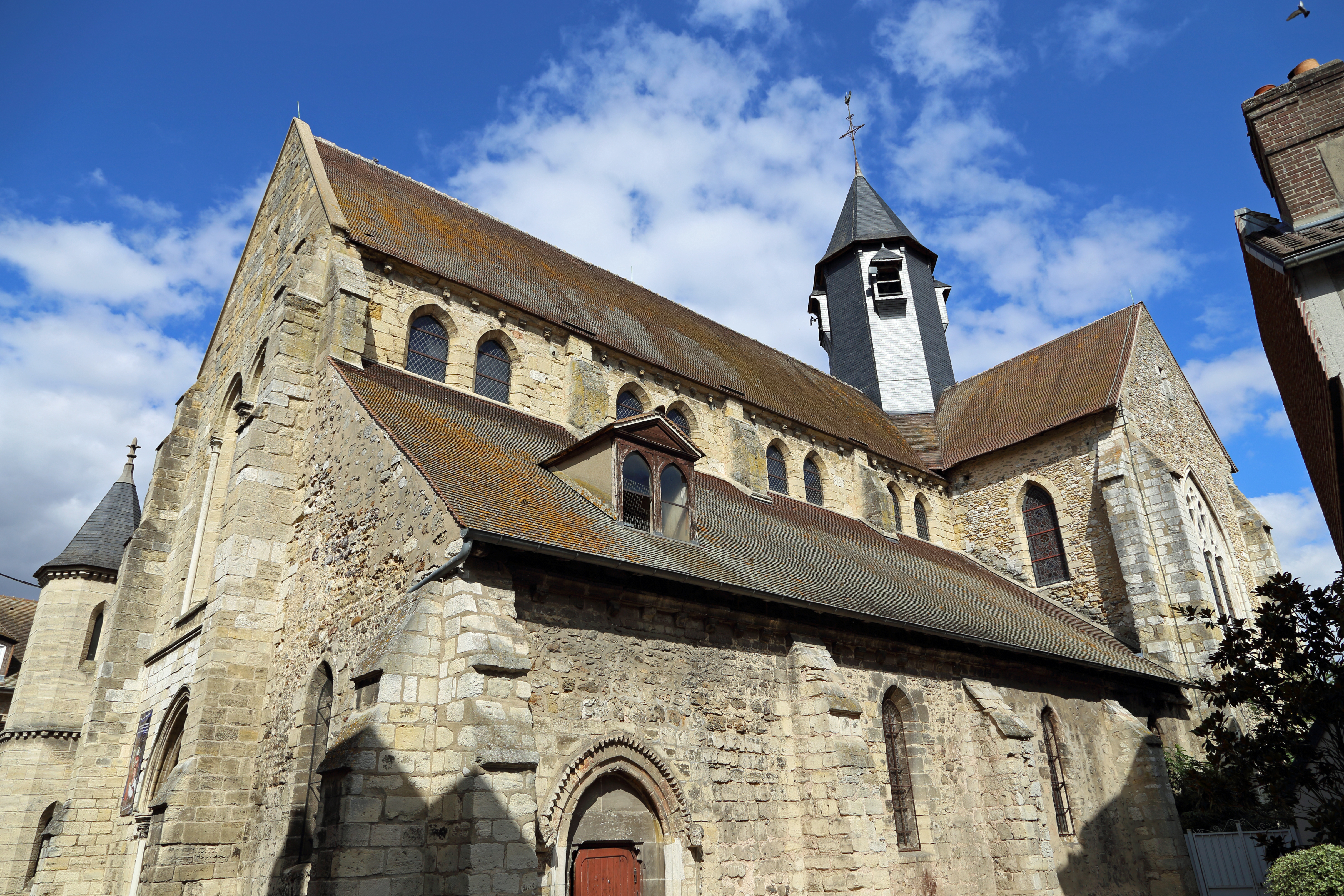
厄尔河畔帕西圣欧班教堂

2021年，厄尔河畔帕西境内暂无任何文化设施。厄尔河畔帕西境内建有多媒体中心，每周二至六向公众开放。

### 建筑
厄尔河畔帕西境内有多处历史建筑，其中镇中心的圣欧班教堂和位于圣阿基兰的勒比松德迈城堡为法国国家文物保护单位，也是当地的地标性建筑物。

### 旅游
厄尔河畔帕西的旅游事务由其所属的塞纳诺曼底城市圈公共社区协调各级政府联合负责。2022年，厄尔河畔帕西境内共有2家酒店共计45间房间。

### 媒体
法国主要的媒体均可在厄尔河畔帕西接收，法国电视三台下属的诺曼底大区频道在部分时段播出厄尔河畔帕西所属区域的地方新闻。《巴黎人报》、蓝色法兰西鲁昂诺曼底广播等是当地主要的地方性媒体。

## 相关人物
法国医生乔治·厄耶、演员米歇尔·博尔代和手球运动员德尼·特里斯唐出生于厄尔河畔帕西。

## 友好城市
截至2022年12月，厄尔河畔帕西暂未建立任何友好城市关系。